# Battaglia di Uadi Bu Taga
La battaglia di Uadi Bu Taga fu combattuta in Libia tra il 9 e l'11 settembre 1931. L'azione di Uadi Bu Taga, così passata alla storiografia Italiana, costituì la fine della Riconquista della Libia da parte delle forze di Rodolfo Graziani, che catturarono anche il capo della ribellione, Omar Mukhtar. Assieme a lui furono catturati o uccisi molti dei suoi compagni.

## Battaglia
Già a partire degli inizi di settembre 1931 il comando italiano in Cirenaica, composto dai colonnelli Nasi e Malta, ricevette notizia che il dor dei Brahasa e dei Dorsa si stava radunando a sud di el-Beda con l’intenzione di razziare il bestiame nei dintorni di Cirene. Furono quindi inviati nella zona alcuni nuclei di esploratori—cioè mercenari locali—che il 9 settembre avvistarono il dor, composto da circa un centinaio di cavalieri, nella zona di Uadi Bu Taga. Alcune fonti dicono che questo dor sarebbe stato fornito di uomini da parte del dor di Abeidat, comandato da Omar Mukhtar, che poi avrebbe raggiunto il numero di 700 uomini. Il giorno dopo furono inviati tre battaglioni eritrei e il 7° gruppo di squadroni savari, comandato dal capitano R. Bertè, in totale da 1 200 a 1 500 uomini, ad attaccare il dor. Lo scontro iniziava il giorno dopo e durava 8 ore e coinvolse l'uso di aerei della Regia Aeronautica. L'accerchiamento era stato intepretrato dai gruppi Ragazzi, Piatti e Marone. Poco dopo le 8:00, il cavallo di Omar Mukhtar fu ucciso da uno dei savari, e in seguito fu catturato. Un'altra storia da parte di capi senussiti d'Egitto afferma che questo sia accaduto mentre lui e 60 dei suoi cavalieri stavano visitando un santuario sacro. In quel momento, 5 000 uomini accerchiarono il loro gruppo. Fu così eliminato finalmente il capo senussita che organizzava la ribellione in Libia sotto il nome di Idris di Libia.